# Ammiraglio di Saint Bon (nave da battaglia)
La nave da battaglia Ammiraglio di Saint Bon è stata un'unità della Regia Marina, della classe Emanuele Filiberto, che comprendeva anche l'unità gemella capoclasse Emanuele Filiberto.

## Caratteristiche
L'unità, costruita su progetto elaborato dal Generale del Genio navale Pullino, era veloce con un limitato dislocamento ed armamento ed un basso bordo libero che portava la nave a soffrire il mare, specie durante le operazioni con mare grosso.
La propulsione era a vapore costituito da 12 caldaie a combustione mista (carbone e nafta) che alimentavano con il loro vapore due motrici alternative a espansione.
Nel XX secolo questo tipo di caldaia diventò il modello standard per tutte le caldaie di grosse dimensioni, grazie anche all'impiego di acciai speciali in grado di sopportare temperature elevate e allo sviluppo di moderne tecniche di saldatura. L'apparato motore forniva una Potenza di 14000 hp e consentiva alla nave di raggiungere la velocità massima di 18 nodi, con un'autonomia che ad una velocità di 10 nodi era di 4000 miglia.
L'armamento principale era costituito da quattro cannoni da 254/40 installati in due torri binate corazzate a prora e a poppa, che costituivano anche l'armamento principale degli incrociatori classe Garibaldi.
L'armamento secondario principale era costituito da otto cannoni da 152/40 in batteria e otto cannoni da 120/40 scudati, sistemati in coperta ed era completato da otto cannoni da 76/40, da otto cannoni da 47/40 e due mitragliere.
L'armamento silurante era di quattro tubi lanciasiluri.

## Nome
La nave fu battezzata con questo nome in onore di Simone Pacoret De Saint-Bon ammiraglio della Regia Marina nato a Chambéry in Savoia, facente parte all'epoca della sua nascita del Regno di Sardegna e Ministro della Marina del Regno d'Italia nei Governi Minghetti II, Giolitti I e Di Rudinì I e senatore del Regno d'Italia nella XVI legislatura.

## Servizio
La nave, costruita all'Arsenale di Venezia venne impostata sugli scali nel 1894, varata il 29 aprile 1897 ed entrò in servizio nel 1901.
Nel 1911-12 prese parte alla guerra italo-turca nella I Divisione Corazzate, impiegata nelle acque della Libia.
La nave progettata per restare in servizio attivo sino al 1913-14, a causa dello scoppio della prima guerra mondiale rimase ancora in servizio e durante la grande guerra al comando del Capitano di Fregata Lovatelli era dislocata insieme all'unità gemella a Venezia.
Al termine del conflitto la nave venne radiata nel 1920 e demolita.